# Georg-Büchner-Preis

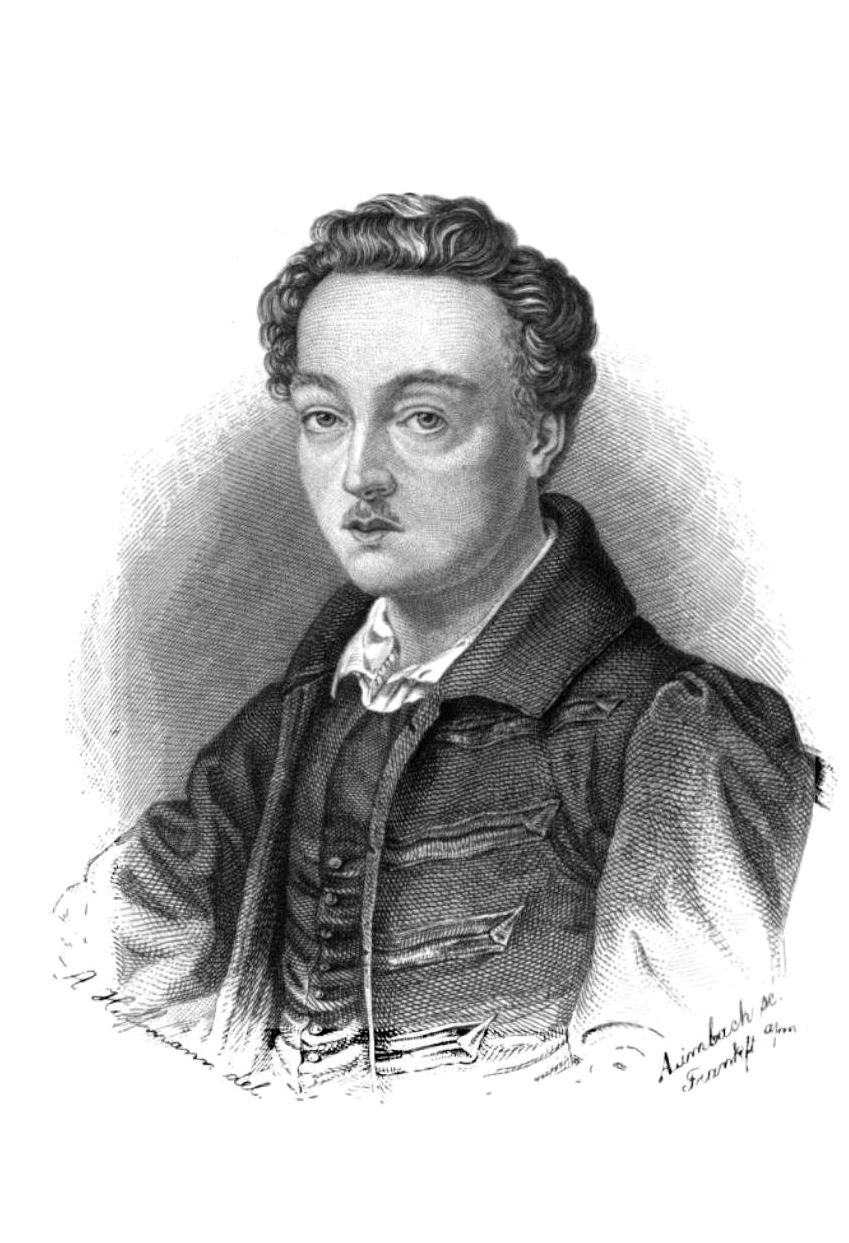
Georg Büchner, Illustration nach einer Zeichnung des Malers August Hoffmann in einer französischen Werkausgabe von 1879

Der Georg-Büchner-Preis, auch Büchner-Preis genannt, ist der renommierteste Literaturpreis im deutschen Sprachraum.

## Geschichte

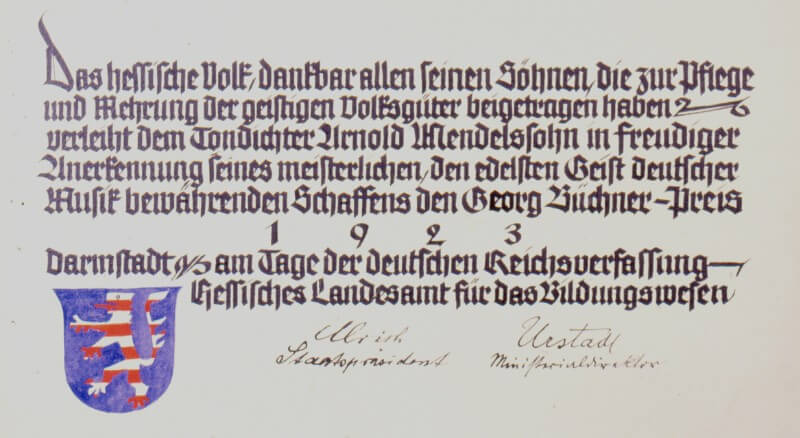
Urkunde an den ersten Träger des Georg-Büchner-Preises 1923, den Komponisten Arnold Mendelssohn, Stadtarchiv Darmstadt

Der Georg-Büchner-Preis wurde 1923, während der Weimarer Republik, vom Landtag des Volksstaates Hessen in Erinnerung an den Schriftsteller Georg Büchner gestiftet und an Künstler vergeben, die aus Georg Büchners Heimat Hessen stammten oder geistig mit dem Land verbunden waren. Er war auf Initiative von Julius Reiber (DDP) vom damaligen Volksstaat Hessen ausgelobt worden für bildende Künstler und Dichter, hervorragende ausübende Künstler, Schauspieler und Sänger. Die erste Vergabe erfolgte am 10. August 1923. Zwischen 1933 und 1944 war der Georg-Büchner-Preis durch einen Kulturpreis der Stadt Darmstadt ersetzt.
1951 erfolgte die Umwandlung des Preises in einen allgemeinen Literaturpreis. Dieser wird jährlich von der Deutschen Akademie für Sprache und Dichtung im Rahmen ihrer Herbsttagung in Darmstadt verliehen. Die Auszeichnung geht an Autoren, die sich durch ihre Arbeit um die deutsche Literatur verdient gemacht haben. Die Dotierung, die 1951 noch 3.000 DM betragen hatte, wurde im Laufe der Jahre regelmäßig erhöht. Von 2003 bis 2010 betrug sie 40.000, ab 2011 dann 50.000 Euro. Die Preissumme wird von der Stadt Darmstadt, dem Land Hessen und dem Bund, sowie der Deutschen Akademie für Sprache und Dichtung bereitgestellt. Der Büchner-Preis ist der renommierteste und seit 2011 (neben dem Joseph-Breitbach-Preis sowie seit 2020 neben dem Großen Preis des Deutschen Literaturfonds) der höchstdotierte jährlich vergebene Literaturpreis für deutschsprachige Autoren.

## Preisträger des Literaturpreises (seit 1951)

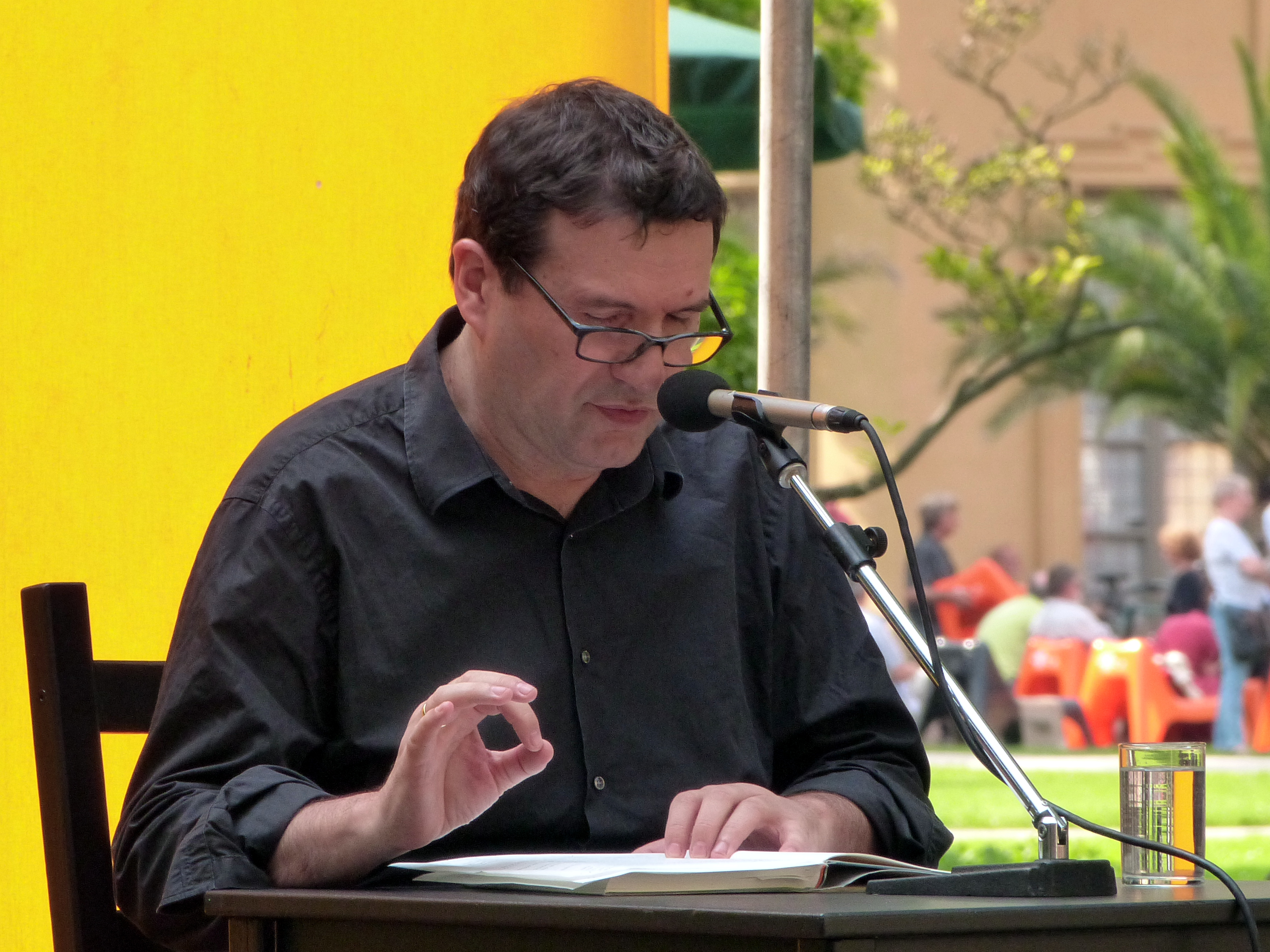
Georg-Büchner-Preisträger 2024: Oswald Egger

Der Preis wurde bislang 74 Mal vergeben (Stand 2025), darunter 13 Mal an eine Frau.
| 1951 | Gottfried Benn             |                      |                      |
| 1952 | Preis nicht vergeben       | Preis nicht vergeben | Preis nicht vergeben |
| 1953 | Ernst Kreuder              |                      |                      |
| 1954 | Martin Kessel              |                      |                      |
| 1955 | Marie Luise Kaschnitz      |                      |                      |
| 1956 | Karl Krolow                |                      |                      |
| 1957 | Erich Kästner              |                      |                      |
| 1958 | Max Frisch                 |                      |                      |
| 1959 | Günter Eich                |                      |                      |
| 1960 | Paul Celan                 |                      |                      |
| 1961 | Hans Erich Nossack         |                      |                      |
| 1962 | Wolfgang Koeppen           |                      |                      |
| 1963 | Hans Magnus Enzensberger   |                      |                      |
| 1964 | Ingeborg Bachmann          |                      |                      |
| 1965 | Günter Grass               |                      |                      |
| 1966 | Wolfgang Hildesheimer      |                      |                      |
| 1967 | Heinrich Böll              |                      |                      |
| 1968 | Golo Mann                  |                      |                      |
| 1969 | Helmut Heißenbüttel        |                      |                      |
| 1970 | Thomas Bernhard            |                      |                      |
| 1971 | Uwe Johnson                |                      |                      |
| 1972 | Elias Canetti              |                      |                      |
| 1973 | Peter Handke 1             |                      |                      |
| 1974 | Hermann Kesten             |                      |                      |
| 1975 | Manès Sperber              |                      |                      |
| 1976 | Heinz Piontek              |                      |                      |
| 1977 | Reiner Kunze               |                      |                      |
| 1978 | Hermann Lenz               |                      |                      |
| 1979 | Ernst Meister 2            |                      |                      |
| 1980 | Christa Wolf               |                      |                      |
| 1981 | Martin Walser              |                      |                      |
| 1982 | Peter Weiss 2              |                      |                      |
| 1983 | Wolfdietrich Schnurre      |                      |                      |
| 1984 | Ernst Jandl                |                      |                      |
| 1985 | Heiner Müller              |                      |                      |
| 1986 | Friedrich Dürrenmatt       |                      |                      |
| 1987 | Erich Fried                |                      |                      |
| 1988 | Albert Drach               |                      |                      |
| 1989 | Botho Strauß               |                      |                      |
| 1990 | Tankred Dorst              |                      |                      |
| 1991 | Wolf Biermann              |                      |                      |
| 1992 | George Tabori              |                      |                      |
| 1993 | Peter Rühmkorf             |                      |                      |
| 1994 | Adolf Muschg               |                      |                      |
| 1995 | Durs Grünbein              |                      |                      |
| 1996 | Sarah Kirsch               |                      |                      |
| 1997 | H. C. Artmann              |                      |                      |
| 1998 | Elfriede Jelinek           |                      |                      |
| 1999 | Arnold Stadler             |                      |                      |
| 2000 | Volker Braun               |                      |                      |
| 2001 | Friederike Mayröcker       |                      |                      |
| 2002 | Wolfgang Hilbig            |                      |                      |
| 2003 | Alexander Kluge            |                      |                      |
| 2004 | Wilhelm Genazino           |                      |                      |
| 2005 | Brigitte Kronauer          |                      |                      |
| 2006 | Oskar Pastior 2            |                      |                      |
| 2007 | Martin Mosebach            |                      |                      |
| 2008 | Josef Winkler              |                      |                      |
| 2009 | Walter Kappacher           |                      |                      |
| 2010 | Reinhard Jirgl             |                      |                      |
| 2011 | Friedrich Christian Delius |                      |                      |
| 2012 | Felicitas Hoppe            |                      |                      |
| 2013 | Sibylle Lewitscharoff      |                      |                      |
| 2014 | Jürgen Becker              |                      |                      |
| 2015 | Rainald Goetz              |                      |                      |
| 2016 | Marcel Beyer               |                      |                      |
| 2017 | Jan Wagner                 |                      |                      |
| 2018 | Terézia Mora               |                      |                      |
| 2019 | Lukas Bärfuss              |                      |                      |
| 2020 | Elke Erb                   |                      |                      |
| 2021 | Clemens J. Setz            |                      |                      |
| 2022 | Emine Sevgi Özdamar        |                      |                      |
| 2023 | Lutz Seiler                |                      |                      |
| 2024 | Oswald Egger               |                      |                      |
| 2025 | Ursula Krechel             |                      |                      |

## Preisträger des Künstler- bzw. Kulturpreises (1923–1950)
- 1923: Adam Karrillon (1853–1938) und Arnold Ludwig Mendelssohn (1855–1933; Komponist)
- 1924: Alfred Bock (1859–1932) und Paul Thesing (1882–1954; Maler)
- 1925: Wilhelm Michel (1877–1942) und Rudolf Koch (1876–1934; Kalligraf)
- 1926: Christian Heinrich Kleukens (1880–1954; Drucker) und Wilhelm Petersen (1890–1957; Komponist)
- 1927: Kasimir Edschmid (1890–1966) und Johannes Bischoff (Kammersänger)
- 1928: Richard Hoelscher (1867–1943; Maler) und Well Habicht (1884–1966; Bildhauer)
- 1929: Carl Zuckmayer (1896–1977) und Adam Antes (1891–1984; Bildhauer)
- 1930: Nikolaus Schwarzkopf (1884–1962) und Johannes Lippmann (1858–1935; Maler)
- 1931: Alexander Posch (1890–1950; Künstler) und Hans Simon (1897–1982; Komponist)
- 1932: Albert H. Rausch (Pseudonym Henry Benrath; 1882–1949) und Adolf Bode (1904–1970; Maler)
- 1933–1944: nicht verliehen
- 1945: Hans Schiebelhuth (1895–1944), Preis wurde 1947 postum für 1945 verliehen (Schiebelhuth war bereits für 1933 als Preisträger vorgesehen gewesen)[5]
- 1946: Fritz Usinger (1895–1982)
- 1947: Anna Seghers (1900–1983)
- 1948: Hermann Heiß (Pseudonym Georg Frauenfelder; 1897–1966; Komponist)
- 1949: Carl Gunschmann (1895–1984; Maler)
- 1950: Elisabeth Langgässer (1899–1950), postum